# Dorothée

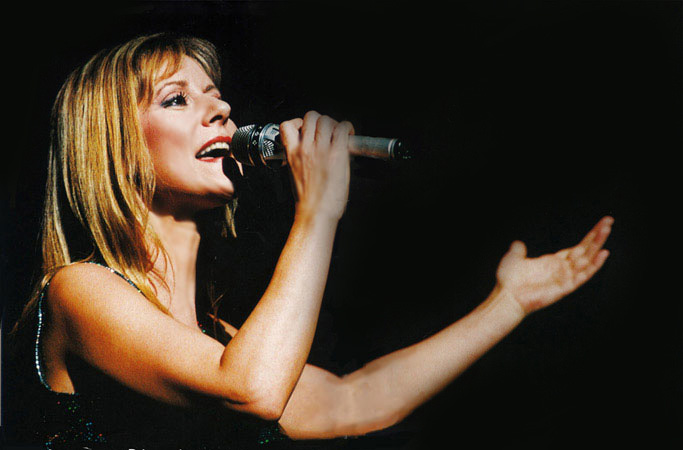
Dorothée (1996)

Dorothée, eigentlich Frédérique Hoschedé (* 14. Juli 1953 in Paris), ist eine französische Sängerin, Moderatorin und Schauspielerin.

## Leben und Wirken
Dorothée ist in Frankreich vor allem als Sängerin und Fernsehmoderatorin bekannt. Von 1987 bis 1997 präsentierte sie die von AB produzierte und von TF1 ausgestrahlte Jugendsendung Club Dorothée. Das deutsche Publikum kennt sie eher als Schauspielerin. In François Truffauts letztem Antoine-Doinel-Film, Liebe auf der Flucht von 1979, spielt sie nach der Scheidung des Paares Antoine und Christine Antoines neue Flamme. Eine weitere Filmrolle hatte sie 1980 in Robert Enricos Auch Mörder haben schöne Träume (Originaltitel: Pile ou Face, deutscher Fernsehtitel: Kopf oder Zahl).

## Diskografie

### Alben
| Jahr | Titel                              | Höchstplatzierung, Gesamtwochen, AuszeichnungChartsChartplatzierungen (Jahr, Titel, Platzierungen, Wochen, Auszeichnungen, Anmerkungen) | Anmerkungen                                   |
| Jahr | Titel                              | FR | Anmerkungen                                   |
| ---- | ---------------------------------- | --- | --------------------------------------------- |
| 1980 | Dorothée au pays des chansons      | FR193 (1 Wo.)FR | Charteinstieg in FR erst 2018                 |
| 1982 | Hou! La menteuse                   | FR165 (1 Wo.)FR | Charteinstieg in FR erst 2018                 |
| 1983 | Pour faire une chanson             | FR174 (1 Wo.)FR | Charteinstieg in FR erst 2018                 |
| 1985 | Qu’il est bête!                    | FR175 (1 Wo.)FR | Charteinstieg in FR erst 2018                 |
| 1985 | Allô allô Monsieur l’ordinateur    | FR171 Gold · (1 Wo.)FR | Charteinstieg in FR erst 2018                 |
| 2006 | Dorothée Bercy                     | FR70 (4 Wo.)FR |                                               |
| 2010 | Dorothée                           | FR112 (5 Wo.)FR | Erstveröffentlichung: 17. März 2010           |
| 2016 | L’essentiel                        | FR23 (7 Wo.)FR | Erstveröffentlichung: 26. August 2016         |
| 2023 | Dorothée le coffret Anniversaire ! | FR79 (2 Wo.)FR | Erstveröffentlichung: 1. Dezember 2023 Boxset |

grau schraffiert: keine Chartdaten aus diesem Jahr verfügbar
Weitere Alben
- 1981: Les feuilletons de Récré A2
- 1981: Candy raconte à Dorothée
- 1982: Les feuilletons de Récré A2 2e ed.
- 1983: Les schtroumpfs
- 1984: Schtroumpfs parade
- 1985: Qu’il est bête! (FR: Gold)
- 1986: Maman (FR: Gold)
- 1986: Coffrets 3 albums: Hou! la menteuse, Pour faire une chanson, Qu’il est bête
- 1987: Docteur
- 1987: Coffret 3 albums: Allô Mr l’Ordinateur, Maman, Chansons de France
- 1988: Les super chansons
- 1988: Bom bom bom
- 1989: Tremblement de terre (FR: ×2Doppelgold )
- 1989: Attention Danger (FR: Platin)
- 1990: Live à Bercy
- 1990: Chagrin d’amour (FR: Gold)
- 1991: Top Dorothée
- 1991: Les neiges de l’Himalaya
- 1992: Une histoire d’amour
- 1993: Bercy 93
- 1993: Coffret 3 albums: Tremblement de Terre, Chagrin d’amour, Une histoire d’amour
- 1994: Compilation Cristal
- 1994: Nashville Tennessee
- 1995: Bonheur City
- 1995: Les neiges de l'Himalaya
- 1996: Toutes les chansons du monde
- 1997: 15 ans d’amour
- 2004: Les plus belles chansons

### Singles
| Jahr | Titel                                                   | Höchstplatzierung, Gesamtwochen, AuszeichnungChartplatzierungen (Jahr, Titel, Platzierungen, Wochen, Auszeichnungen, Anmerkungen) | Höchstplatzierung, Gesamtwochen, AuszeichnungChartplatzierungen (Jahr, Titel, Platzierungen, Wochen, Auszeichnungen, Anmerkungen) | Höchstplatzierung, Gesamtwochen, AuszeichnungChartplatzierungen (Jahr, Titel, Platzierungen, Wochen, Auszeichnungen, Anmerkungen) | Anmerkungen                         |
| Jahr | Titel                                                   | FR | BEW | CH | Anmerkungen                         |
| ---- | ------------------------------------------------------- | --- | --- | --- | ----------------------------------- |
| 1985 | Les petits Ewoks Allô, allô Monsieur l’ordinateur       | FR32 (12 Wo.)FR | — | — |                                     |
| 1985 | Allô, allô Monsieur l’ordinateur                        | FR19 Silber · (18 Wo.)FR | — | — |                                     |
| 1986 | Maman –                                                 | FR4 Silber · (24 Wo.)FR | — | — |                                     |
| 1987 | Docteur                                                 | FR32 (11 Wo.)FR | — | — |                                     |
| 1988 | Attention danger!                                       | FR27 (14 Wo.)FR | — | — |                                     |
| 1989 | La machine avalé Attention danger!                      | FR16 (12 Wo.)FR | — | — |                                     |
| 1989 | Tremblement de terre                                    | FR18 (16 Wo.)FR | — | — |                                     |
| 1990 | Nicolas et Marjolaine Tremblement de terre              | FR19 (10 Wo.)FR | — | — |                                     |
| 1991 | Chagrin d’amour                                         | FR28 (7 Wo.)FR | — | — |                                     |
| 1991 | La valise 91 –                                          | FR35 (4 Wo.)FR | — | — |                                     |
| 1991 | Les neiges de l’Himalaya                                | FR8 (16 Wo.)FR | — | — |                                     |
| 1992 | Le collège des cœurs brisés Les neiges de l’Himalaya    | FR22 (11 Wo.)FR | — | — |                                     |
| 1992 | Où est le garçon Les neiges de l’Himalaya               | FR46 (2 Wo.)FR | — | — |                                     |
| 1992 | Une histoire d’amour                                    | FR33 (4 Wo.)FR | — | — |                                     |
| 1993 | Toutes les guitares du rock’n roll Une histoire d’amour | FR25 (3 Wo.)FR | — | — |                                     |
| 2006 | Hou! La menteuse –                                      | FR6 Silber · (23 Wo.)FR | — | CH36 (13 Wo.)CH |                                     |
| 2006 | La valise –                                             | FR32 (16 Wo.)FR | BEW35 (2 Wo.)BEW | — | Erstveröffentlichung: 21. Juli 2006 |
| 2006 | Allô, allô Monsieur l’ordinateur (2006) –               | FR54 (24 Wo.)FR | — | — |                                     |

grau schraffiert: keine Chartdaten aus diesem Jahr verfügbar